# Károly Kárpáti

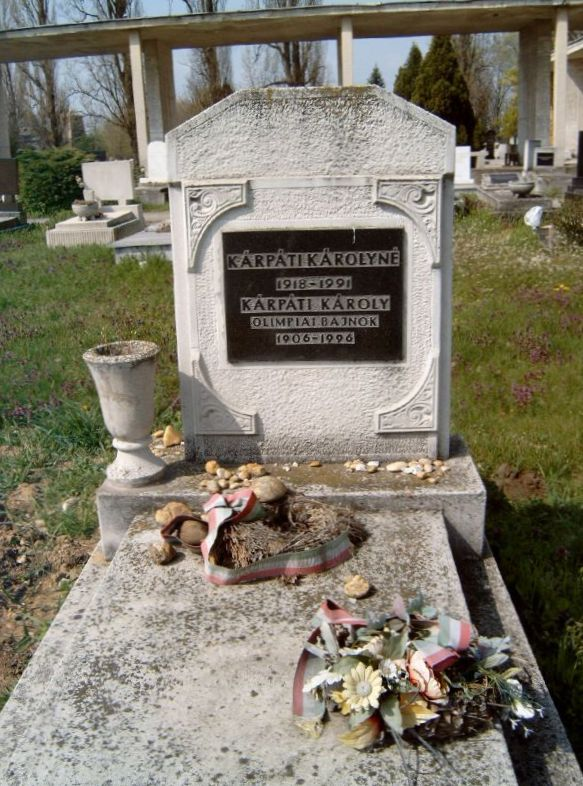
Das Grab von Károly Kárpáti auf dem jüdischen Friedhof Kozma utcai temető in Budapest

Károly Kárpáti [ˈkaːroj ˈkaːrpaːti] (* 2. Juli 1906 in Eger, Österreich-Ungarn; † 23. September 1996 in Budapest, Ungarn) war ein ungarischer Ringer und Trainer.

## Leben
Kárpáti begann früh mit dem Ringen und gewann bereits 1925 seinen ersten ungarischen Titel. Als erster ungarischer Spitzenringer befasste er sich intensiv mit dem freien Stil und wurde so zum „Stammvater“ der später in diesem Stil so erfolgreichen ungarischen Ringer. Er selbst beteiligte sich ab 1927 mit großen Erfolgen an internationalen Meisterschaften. Dabei traf er oft auf deutsche Ringer. 1936 kämpfte er z. B. gegen den Münchner Wolfgang Ehrl bei den Olympischen Spielen 1936 in Berlin um die Goldmedaille im Leichtgewicht, Freistil und gewann knapp nach Punkten.
Kárpáti war jüdischen Glaubens. Er wurde deshalb während des Zweiten Weltkriegs von den Nazis in einem Konzentrationslager in der Ukraine interniert, überlebte aber glücklicherweise. Nach dem Krieg war er viele Jahre lang Trainer der ungarischen Ringer-Nationalmannschaft und verfasste einige Lehrbücher über das Ringen.

## Internationale Erfolge
(OS = Olympische Spiele, EM = Europameisterschaft, gr = griechisch-römischer Stil, F = Freistil, Fe = Federgewicht, Le = Leichtgewicht, We = Weltergewicht)
- 1927 2. Platz EM in Budapest, gr, Fe, mit Siegen über Fleischmann, Tschechoslowakei, Ernst Steinig, Deutschland, Sigfrit Hansson, Schweden und Niederlage gegen Voldemar Väli, Estland;
- 1928 4. Platz, OS in Amsterdam, gr, Fe, mit Siegen über Kamel, Ägypten, Schlanger, Österreich, Kratochvíl, Tschechoslowakei, Gerolamo Quaglia, Italien und erneuter Niederlage gegen Väli;
- 1929 2. Platz, EM in Paris, F, Le, mit Siegen über Grieder, Schweiz, Edwards, England, Dillen, Belgien und Niederlage gegen Erik Malmberg, Schweden;
- 1929 5. Platz, EM in Dortmund, gr, Le, mit Siegen über Aage Meier, Dänemark, Vávra, Tschechoslowakei und Niederlage gegen Eduard Sperling, Deutschland;
- 1929, 2. Platz, Intern. Turnier in Stockholm, GR, Le, hinter Erik Malmberg u. vor H. Melin, bde. Schweden;
- 1930 3. Platz, EM in Stockholm, gr, Le, mit Siegen über Huupponen, Finnland und Voldemar Väli und Niederlage gegen Erik Malmberg;
- 1930 1. Platz, EM in Brüssel, F, Le, mit Siegen über Mollin, Belgien, Bacon, England und trotz Niederlage gegen Erik Malmberg;
- 1931, unplatziert, EM in Prag, gr, Le, nach Niederlagen gegen Einar Karlsson, Schweden und Kratochvíl, Tschechoslowakei;
- 1931 4. Platz in Budapest, F, Le, nach Sieg über Delos, Frankreich und Niederlagen gegen Hans Minder, Schweiz und Kustaa Pihlajamäki, Finnland;
- 1932 Silbermedaille, OS in Los Angeles, F, Le, mit Siegen über Suzuki, Japan, Osvald Käpp, Estland und Niederlagen gegen Melvin Clodtfelder, USA und Charles Pacôme, Frankreich;
- 1934 3. Platz in Stockholm, F, We, mit Sieg über Arvi Pihlajamäki, Finnland und Niederlagen gegen Thure Andersson, Schweden und Jean Földeák, Deutschland;
- 1935 1. Platz in Brüssel, F, Le, mit Siegen über Hermanni Pihlajamäki, Finnland, Offre, Frankreich, Gavelli, Italien, Wolfgang Ehrl, Deutschland und trotz einer Niederlage gegen Lalemand, Belgien;
- 1936 Goldmedaille in Berlin, OS, F, Lem mit Siegen über Hermanni Pihlajamäki, Romagnoli, Italien, Garrard, Australien, Delporte, Frankreich und Wolfgang Ehrl.

## Nationale Erfolge
Nach dem Gewinn der ersten ungarischen Meisterschaft 1925 folgten bis 1936 noch weitere elf Titel in beiden Stilen. Nach 1945 erwarb sich Károly Kárpáti große Verdienste um die ungarische Ringernationalmannschaft, die er in seiner Trainerzeit in die absolute Weltspitze führte. Olympiasiege und Weltmeistertitel, die seine Ringer erkämpften, zeugen von seinen Fähigkeiten als Trainer.